# Protodejeania major
Protodejeania major är en tvåvingeart som beskrevs av Charles Howard Curran 1947. Protodejeania major ingår i släktet Protodejeania och familjen parasitflugor.
Artens utbredningsområde är Guatemala. Inga underarter finns listade i Catalogue of Life.